# ثنائي السيلان
ثنائي السيلان هو مركب لاعضوي من السيلانات صيغته Si2H6، ويوجد على شكل غاز عديم اللون. إن ثنائي السيلان هو مشابه بنيوي لمركب الإيثان.

## التحضير
يحضر المركب عادة من حلمهة سيليسيد المغنيسيوم، حيث ينشأ أحادي السيلان وثنائي السيلان وثلاثي السيلان.
كما يحضر من تفاعل سداسي كلورو ثنائي السيلان مع هيدريد ألومنيوم الليثيوم:
{\displaystyle \mathrm {2\ Si_{2}Cl_{6}+3\ LiAlH_{4}\longrightarrow 2\ Si_{2}H_{6}+3\ LiCl+3\ AlCl_{3}} }

## الخواص
يوجد المركب في الشروط القياسية على شكل غاز عديم اللون، وهو يتفكك بالتسخين عند درجات حرارة مرتفعة إلى العناصر المكونة له.

## الاستخدامات
يستخدم ثنائي السيلان في صناعة أشباه الموصلات وفق عملية ترسيب كيميائي للبخار من أجل تحضير الخلايا الشمسية.